# 매슈 페닝턴
매슈 페닝턴(Matthew Pennington, 1994년 10월 6일 ~ )은 잉글랜드의 축구 선수이다. 포지션은 수비수이며, 현재는 EFL 리그 원 슈루즈베리 타운 FC에서 활약하고 있다.